# Edmond Schmitt
Edmond Schmitt (* 25. November 1927 in Rümelingen, Luxemburg) ist ein luxemburgischer Schriftsteller.
Beruflich war Edmond Schmitt im Journalismus und in der Werbebranche tätig. Er war unter anderem Korrespondent der Nachrichtenredaktion des Saarländischen Rundfunks (1949–1979) und des Saarländischen Fernsehens (1961–1967) sowie freiberuflicher Korrespondent von deutschen Zeitungen und Presseagenturen (1949–1979). In Luxemburg gründete er 1953 die Werbeagentur Schmitt Publicité. Seit 1987 ist er im Ruhestand.
Edmond Schmitt ist der Autor von drei Drehbüchern für Film und Fernsehen und von sechs Romanen.

## Werke

### Romane
- Tag der Entscheidung. Roman aus Luxemburg. Éditions Schortgen, Luxembourg 2015, 207 S.
- Das Medaillon. Luxemburg Krimi. Éditions Schortgen, Esch-sur-Alzette 2014, 200 S.
- Ein Toter zu wenig. Luxemburg Krimi. Éditions Schortgen, Esch-sur-Alzette 2013, 200 S.
- Tor zum Glück. Roman aus Luxemburg. Éditions Saint-Paul, Luxembourg 2012, 216 S.
- Die Frau aus dem Flugzeug. Roman aus Luxemburg. Éditions Saint-Paul, Luxembourg 2010, 224 S.
- Tal der Tränen. Roman aus Luxemburg. Éditions Saint-Paul, Luxembourg 2009, 231 S.
- Irrwege des Lebens. Roman aus Luxemburg. Éditions Saint-Paul, Luxembourg 2007, 244 S.

### Drehbücher
- Andrea, 2003.
- Ein Toter zu wenig, 2000.
- Irrwege des Lebens, 1999.